# Ouénou (Nikki)
Ouénou ist ein Ort und ein Arrondissement im Departement Borgou im westafrikanischen Staat Benin. Es ist eine Verwaltungseinheit, die der Gerichtsbarkeit der Kommune Nikki untersteht. Die östliche Grenze des Arrondissements ist gleichzeitig die Staatsgrenze zu Nigeria.

## Demografie und Verwaltung
Gemäß der Volkszählung 2013 des beninischen Statistikamtes INSAE hatte das Arrondissement 17.154 Einwohner, davon waren 8544 männlich und 8610 weiblich.
Von den 91 Dörfern und Quartieren der Kommune Nikki entfallen 13 auf Ouénou:
1. Alafiarou
2. Fombawi
3. Gnelkiradjé
4. Gnelsanda
5. Gossogui-Gourébata
6. Gotel
7. Goure baba
8. Ouroumon
9. Ouroumonsi-Peulh
10. Ouénou-Nikki
11. Sansi
12. Tchicandou
13. Wékétèrè